# Bocksmühle

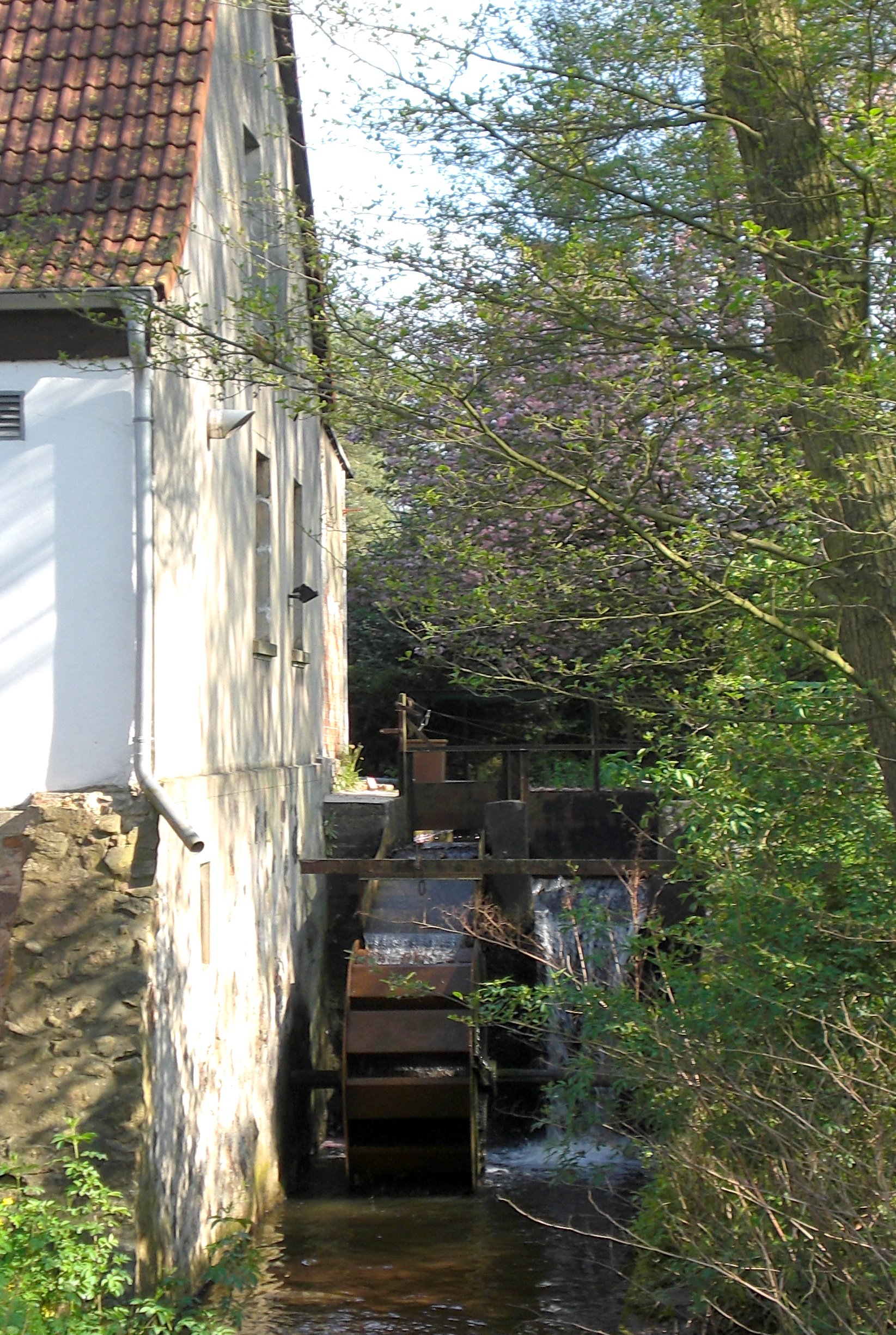
Bocksmühle mit laufendem Wasserrad

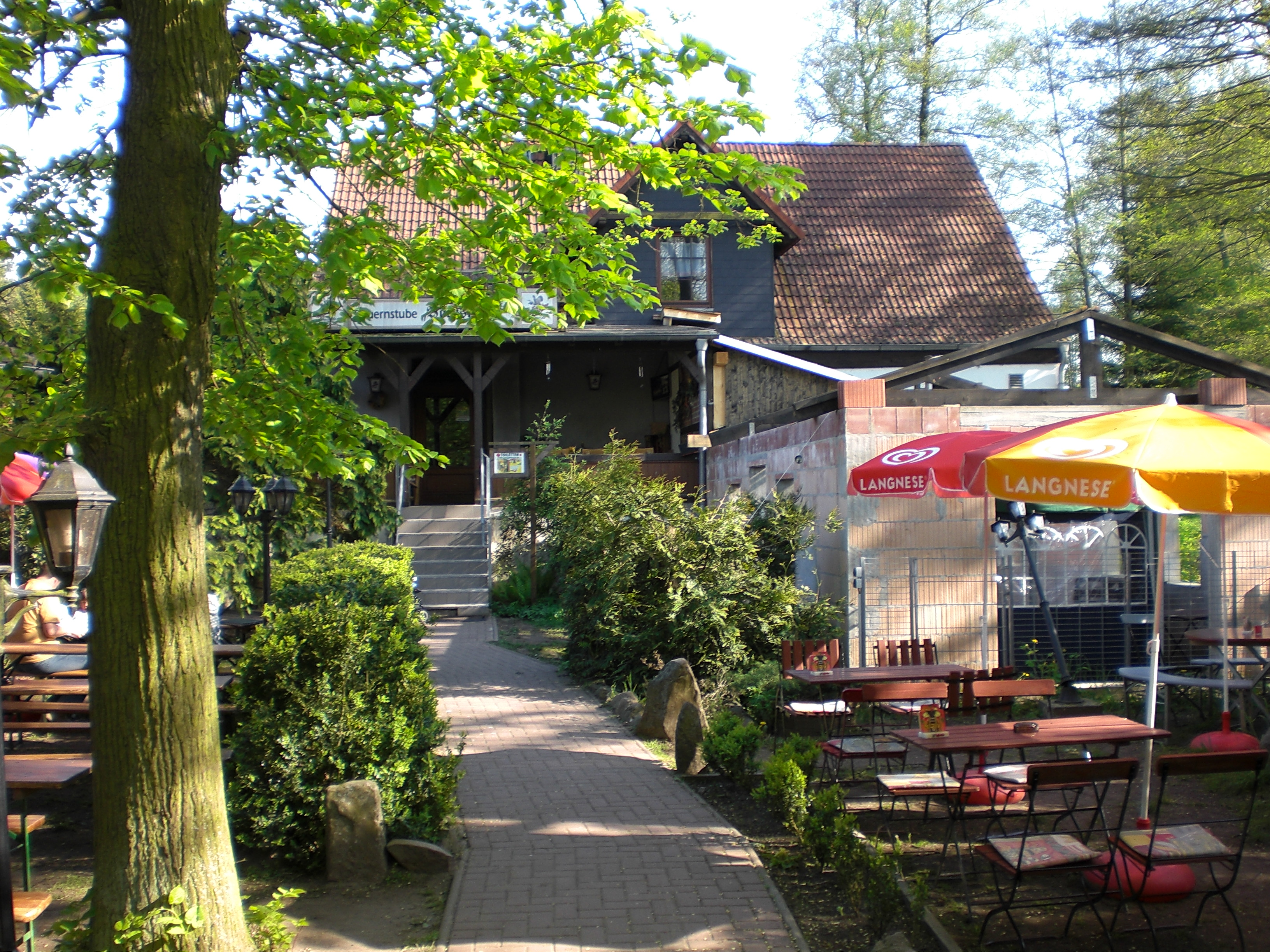
Biergarten der Gaststätte

Die Bocksmühle ist eine Wassermühle bei Schermen in Sachsen-Anhalt. Heute wird sie gastronomisch als Ausflugslokal genutzt.

## Lage
Die Mühle liegt westlich von Schermen am Bachlauf der Beeke, die noch heute ein Wasserrad antreibt. Unmittelbar westlich der Mühle verläuft die Eisenbahnstrecke von Magdeburg nach Berlin. In der Nähe befindet sich das große Waldgebiet des Külzauer Forsts.

## Geschichte
1806 wurde die Mühle als Schermensche Mühle erwähnt. Der Müller Bock, auf den die heute übliche Benennung zurückgeht, mahlte vor allem für die Schermener Bauern Getreide. Mit dem entstehen industrieller dampfgetriebener Mühlen wurde die Wassermühle um 1900 unwirtschaftlich. Im Jahr 1910 erfolgte die Umwandlung zur Ausflugsgaststätte Bocksmühle. Durch die Lage nahe dem Külzauer Forst erfreute sich die Gaststätte vor allem bei Besuchern aus den nahen Städten Burg und Magdeburg größerer Beliebtheit. Ab 1953 wurde die Mühle jedoch nur noch als Wohnhaus genutzt. Nach der politischen Wende von 1989 wurde 1991 jedoch wieder ein Ausflugslokal, die Bauernstube Bocksmühle, eröffnet.
Das heutige Ausflugslokal bietet in zwei Gasträumen 40 Plätze. Auf einer Veranda bestehen 20 und im Biergarten 50 weitere Plätze.